# Oskar Schiele

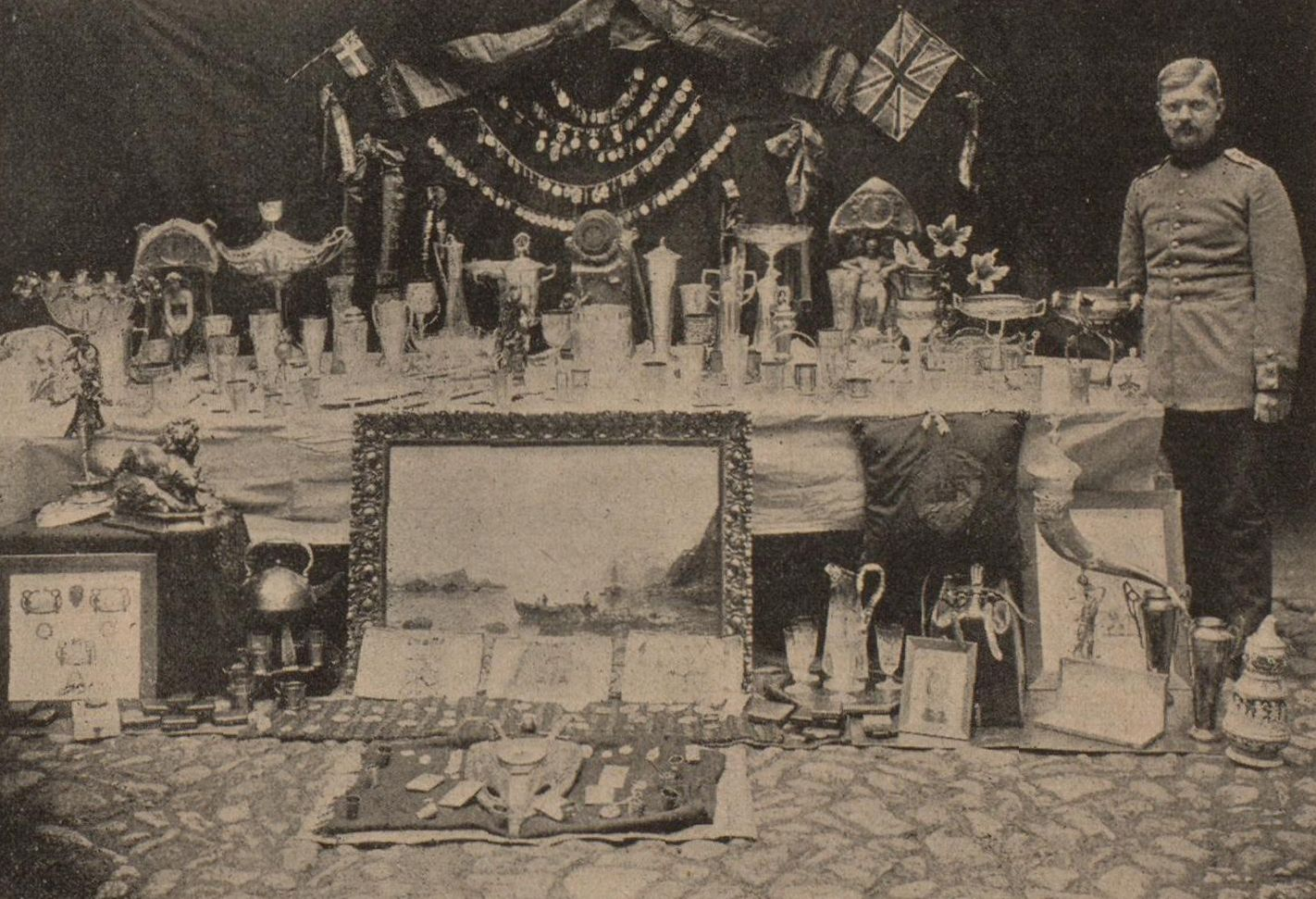
Oskar Schiele, um 1909, "inmitten seiner erworbenen Preise".

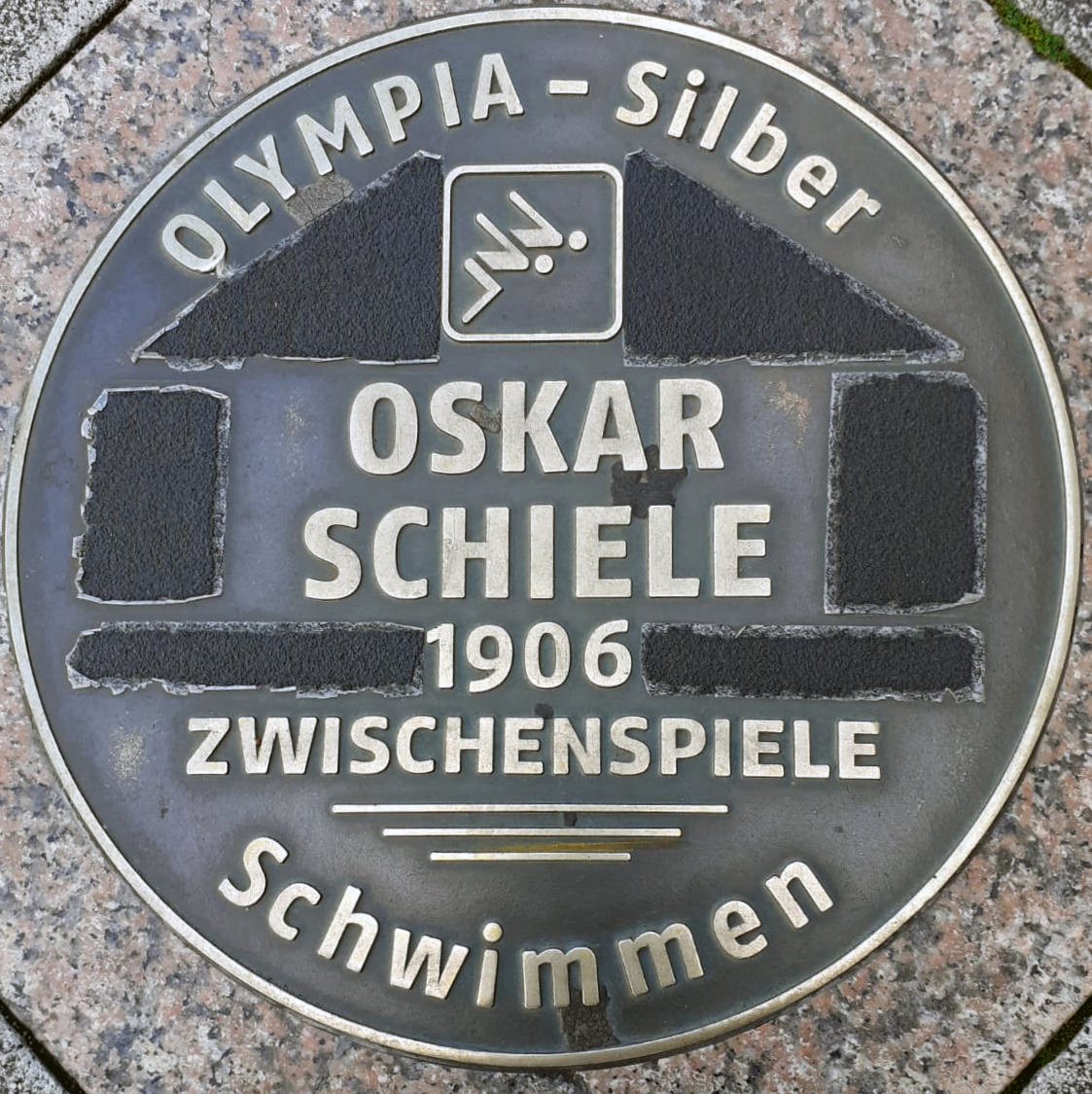
Sports Walk of Fame in Magdeburg

Oskar Schiele (* 14. April 1889 in Halberstadt; † 1. Juli 1950 in Magdeburg) war ein deutscher Schwimmer.

## Leben
In seinen Schwimmlagen Freistil und Rücken nahm er an den Olympischen Zwischenspielen 1906 in Athen und den Olympischen Sommerspielen 1912 in Stockholm teil.
1906 gewann er eine Silbermedaille mit der deutschen 4-mal-250-Meter-Staffel. Im Freistilwettbewerb über eine Meile wurde er Siebter. Sechs Jahre später in Stockholm schied er sowohl über 400 Meter Freistil als auch über 100 Meter Rücken im Vorlauf aus. Er gehörte auch der 4-mal-200-Meter-Freistilstaffel an, die den vierten Platz belegte.
Außerdem gewann er zwischen 1905 und 1913 fünf Mal den Englischen Königspreis. Dieser zu seiner Zeit renommierte Preis wurde im offenen Wasser über 150 Yards Brust und 440 Yards Freistil ausgetragen. Schiele, der zunächst für den Halberstädter Schwimmverein und später für den Magdeburger MSC von 1896 antrat, erzielte darüber hinaus nationale und internationale Rekorde.